# Wisbybrug
De Wisbybrug (brug 2431) is een vaste brug in Amsterdam-West. De naam verwijst naar de Zweedse Oostzeehaven Visby op Gotland. 
Deze voetbrug met een overspanning over de Houthavengracht, verbindt de Houthavenkade, onderdeel van het vasteland, met het Wiborgeiland, een kunstmatig aangelegd eiland in de woonbuurt Houthavens die vanaf de jaren tien van de 21e eeuw wordt aangelegd. De brug werd gebouwd toen er in verband met de bouwactiviteiten er nog geen water te bekennen was, de geulen die later uitgegraven worden tot grachten waren wel al zichtbaar. Voor de watercirculatie werd nog gebruik gemaakt van een duiker. Deze brug werd als laatste uit een pakket gebouwd en lag in september/oktober 2022 nog als “kale overspanning” over het water. De slanke brug ligt in een voetpad, dat de wijk Houthavens doorsnijdt.
Het ontwerp is afkomstig van Verburg Hoogendijk Architecten, Parkland Landschapsarchitecten en Paul de Kort. Zij lieten zich voor de bruggenserie inspireren door dé bruggenarchitect van Amsterdam Piet Kramer en hier toch ook door diens opvolger Dick Slebos. Kramers bruggen volgen qua ontwerp veelal de Amsterdamse School, een bouwstijl die alhoewel gemoderniseerd wordt teruggevonden in de bebouwing van het Stettineiland, maar ook in de Spaarndammerbuurt, gelegen net ten zuiden van de nieuwe woonwijk. De ontwerpers kozen daarbij voor de pylonen van de P.L. Kramerbrug (brug 400), maar dan in gemoderniseerde en afgeslankte vorm. Slebos is verantwoordelijk voor diverse gebogen betonnen overspanningen. De Wisbybrug werd opgebouwd uit prefab-betonelementen (zorgde voor minder vervuiling tijdens transport) waarin gerecycled betongranulaat (in het kader van duurzaam bouwen) is verwerkt. 
De naam in een typografie van Janno Hahn zal aan de leuningen gemonteerd worden.
De brug ligt voor appartementencomplex Afzelia, dat begin 2022 werd opgeleverd. In augustus 2023 was de situatie nauwelijks veranderd, de brug was nog steeds in aanbouw. Wel staan dan de (nep)hefpoorten op de brug.
De brug werd na veel oponthoud in april 2024 in gebruik genomen. De vertraging kwam doordat de gemeente en de aannemer een geschil hadden over de bevestiging van de leuningen; in maart 2024 moesten die nog geplaatst worden. 

## Afbeeldingen

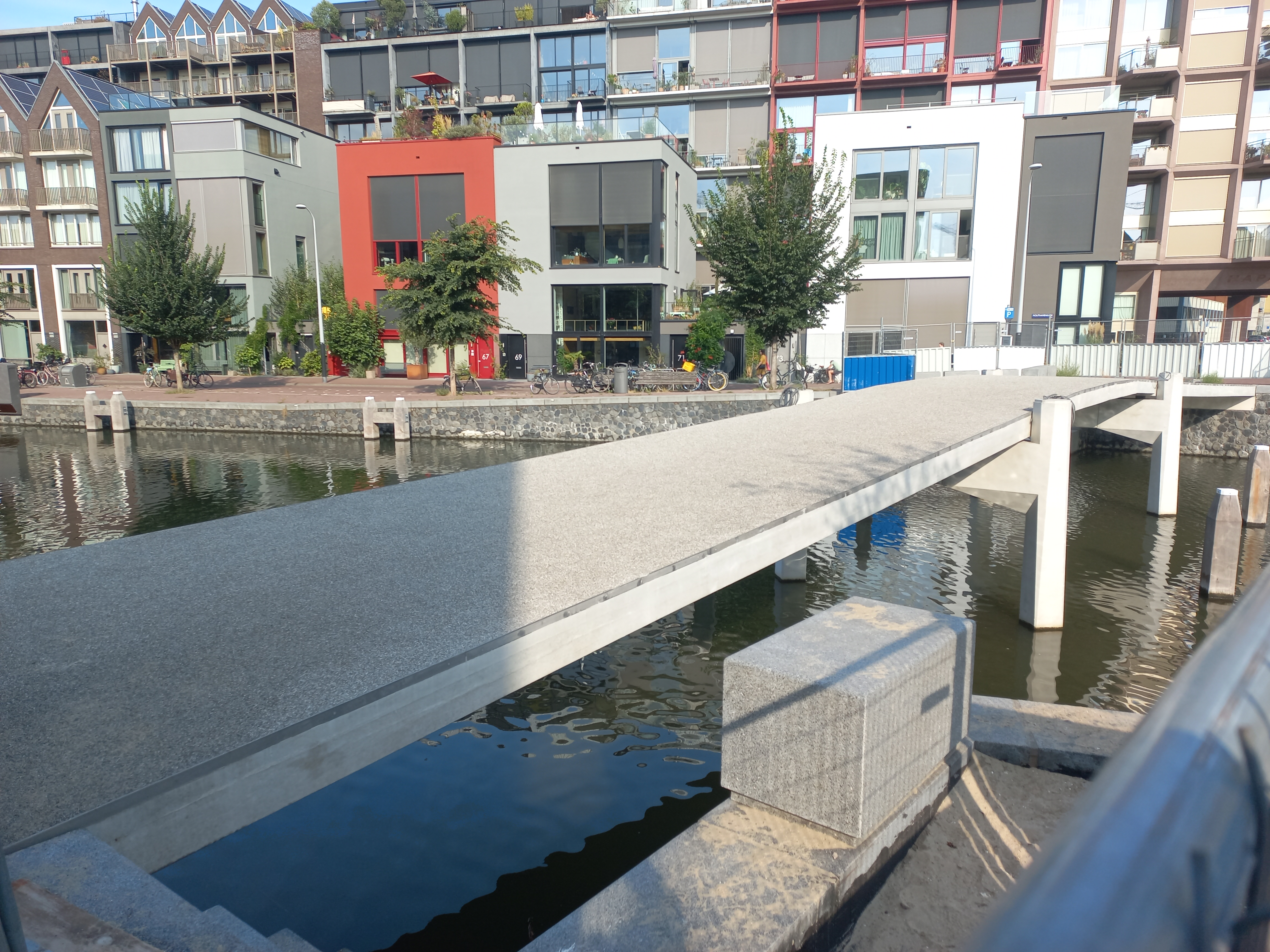
Wisbybrug in opbouw (september 2022)
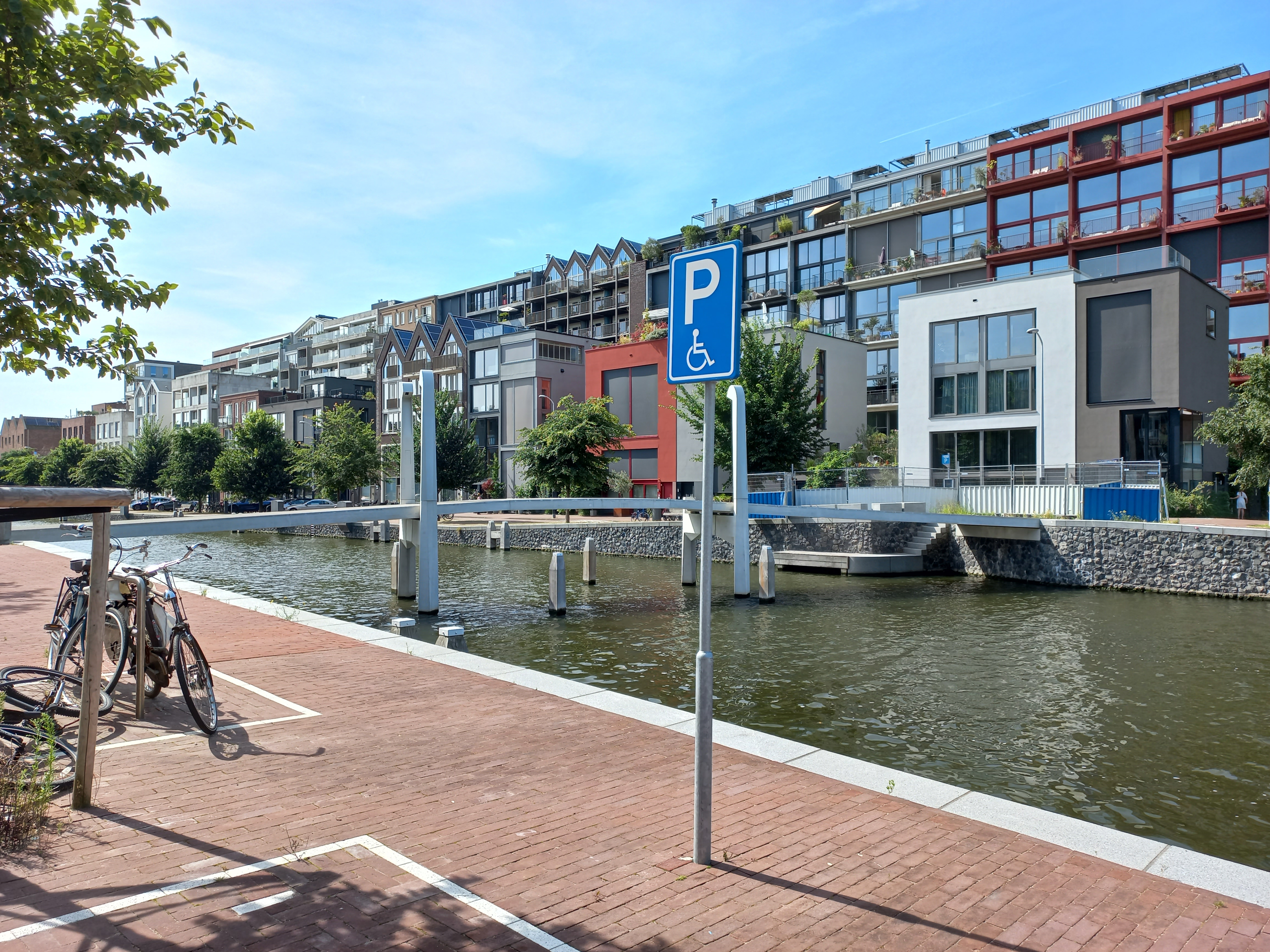
Wisbybrug (augustus 2023)
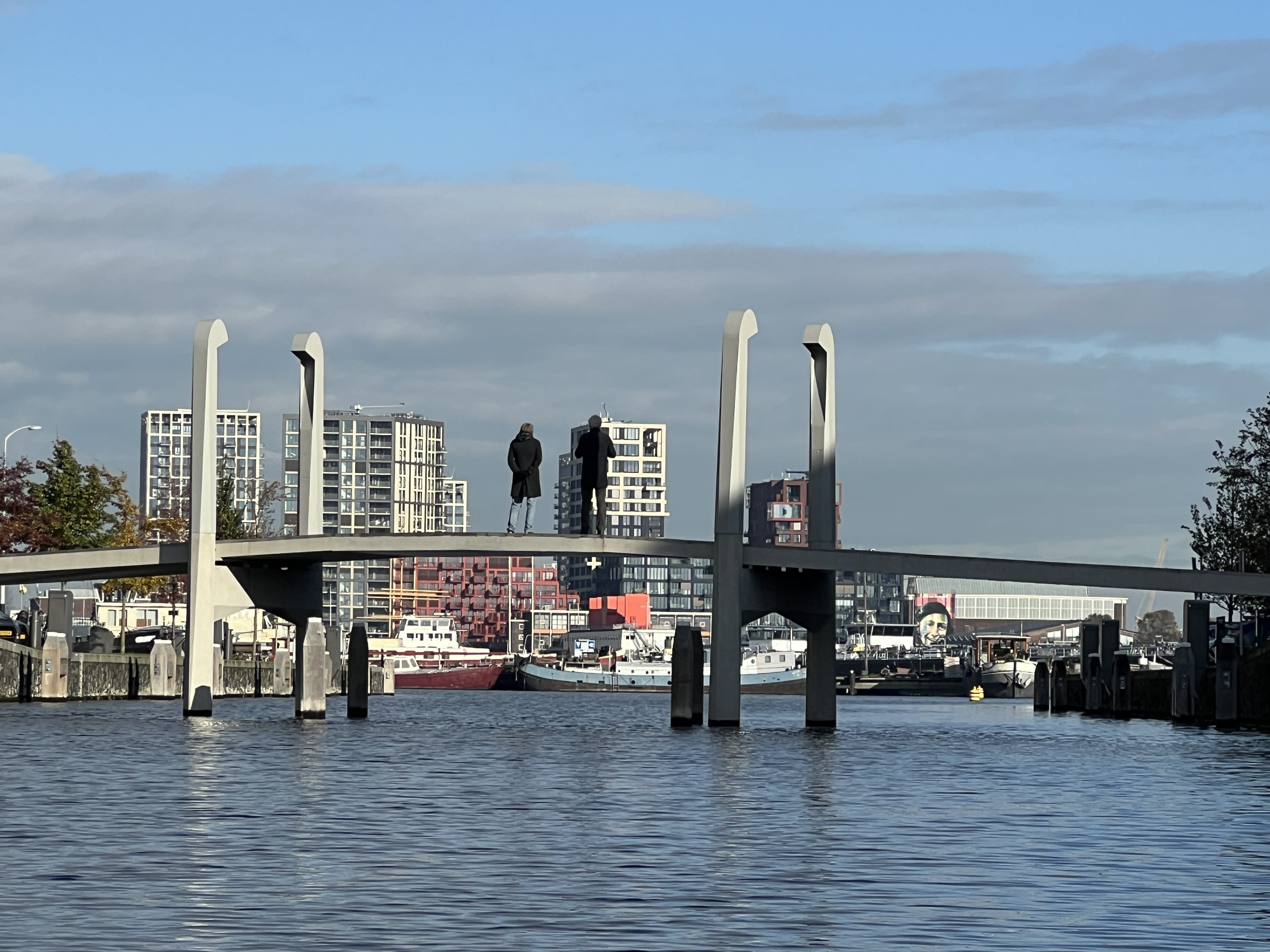
Wisbybrug nog zonder leuningen (november 2023)

Elseneurbrug · Gevlebrug · Helsingforsbrug ·  Kalmarbrug · Kolbergbrug · Koningsbergenbrug · Kronstadtbrug · Lübeckbrug · Pernaubrug · Pilaubrug · Rostockbrug · Stralsundbrug · Windaubrug · Wisbybrug · Wismarbrug
2400 · 2401 · 2402 · 2403 · 2404 · 2405 · 2406 · 2407 · 2408 · 2409 ·  2410 · 2411 · 2412 · 2413 · 2414 · 2415 · 2421 · 2422 · 2423 · 2424 · 2425 · 2426 · 2427 · 2428 · 2429 · 2430 · 2431 · 2432 · 2433 · 2434 · 2435 · 2436 · 2437 · 2438 · 2439 · 2441 · 2451-2453 · 2454 · 2455 · 2456 · 2457 · 2459 · 2461 · 2462 · 2468 · 2469 · 2470 · 2471 · 2472 · 2473 · 2474 · 2475 · 2476 · 2477 · 2478 · 2480 · 2481 · 2482 · 2483 · 2484 · 2485 · 2486 · 2487 · 2488 · 2489 · 2490 · 2491 · 2492 · 2493 · 2494-2499
Brugnummers 2416, 2417, 2418, 2419, 2420, 2441, 2442, 2443, 2444,  2445, 2446, 2447, 2448, 2449, 2450, 2458, 2460, 2463, 2464, 2465, 2466, 2467, 2479 zijn niet vergeven.